# 선거학
선거학(psephology)은 선거와 투표를 정량적으로 연구하는 학문이다.

## 용어
- 갤러거 지수(Gallagher index) 사표를 측정하는 지수
- 페데르센 지수(Pedersen index)
- 균열 (정치학)(cleavage)
- 세제곱 법칙

## 같이 보기
- 여론 조사
- 데이터 사이언스